# Gataullin
Gataullin (ryska: Гатауллин) är ett manligt efternamn av tatariskt ursprung, dess feminina motsvarighet är Gataullina. 
Kända personer med efternamnet inkluderar:
- Aksana Gataullina (född 2000), rysk stavhoppare
- Milia Gataullina (född 1971), rysk grafiker
- Rodion Gataullin (född 1965), sovjetisk stavhoppare
- Ruslan Gataullin (född 1979), rysk längdhoppare, bror till Rodion